# Само за твоје очи (филм)
Само за твоје очи (енгл. For Your Eyes Only) британски је шпијунски филм из 1981. године и дванаести у серији Џејмс Бонд британског продуцента Eon Productions-а. Главну улогу игра Роџер Мур као специјални агент Џејмс Бонд, а филм је режирао Џон Глен у свом редитељском дебију, који је раније радио као монтажер и директор друге јединице претходна три филма о Џејмсу Бонду.
Сценарио Ричарда Мејбаума и Мајкла Вилсона преузима своје ликове и комбинује елементе заплета из две кратке приче из колекције Ијана Флеминга, „Само за твоје очи” из 1960. године и „Ризико”. Радња прати Бонда, који покушава да пронађе систем ракетног командовања, док се запетљава у мрежу обмане коју су исплели супарнички грчки бизнисмени заједно са Мелином Хевлок, женом која жели да се осветити за убиство својих родитеља. Неки елементи сценарија инспирисани су романима Живи и пусти друге да умру, Голдфингер и У тајној служби Њеног величанства.
Након што су снимили филм са елементима научне фантастике, Операција Свемир, продуценти су хтели повратак на стил ранијих филмова из серијала и Флемингових романа. Филм Само за твоје очи је пратио крхкији, реалистичнији приступ и наративну тему освете и њених последица, а не фантастични наратив филма Операција Свемир. Филм је сниман у Грчкој, Италији и Енглеској, док су подводни снимци направљени на Бахамима. Шкотска поп звезда Шина Истон извела је насловну филмску песму.
Филм је издат 24. јуна 1981. у Уједињеном Краљевству и два дана касније у Сједињеним Државама; добио је помешане критике. Репутација филма се побољшала током година, док су критичари похвалили озбиљнији тон филма. Филм је остварио финансијски успех, са зарадом од преко 195 милиона долара широм света. Ово је последњи филм о Џејмсу Бонду који је дистрибуирао United Artists, који је, убрзо након издања филма, припојио Metro-Goldwyn-Mayer.

## Радња
Британско пловило за прикупљање информација, Сент Џорџс, који поседује навигациони систем за пројектиле, систем који користи Министарство одбране да комуницира и координира флоту краљевске морнарице Поларис подморница, је потонуло након што је случајно мрежом ухватило морску мину у Јонском мору. Агент МИ6, Џејмс Бонд, добија задатак од министра одбране, сер Фредерика Греја и начелника особља МИ6, Била Танера, да преузме навигациони систем пре Совјета, јер би предајник могао да нареди нападе балистичким ракетама подморницама Поларис.
Шеф КГБ-а, генерал Гогољ, такође је сазнао за судбину Сент Џорџса и већ је обавестио свог контакта у Грчкој. Кубански плаћеник, Хектор Гонзалес, убио је морског археолога, сер Тимотија Хевлока, кога су Британци питали да потајно лоцира Сент Џорџса, заједно са његовом супругом. Бонд одлази у Шпанију да сазна ко је ангажовао Гонзалеса.
Док је шпијунирао Гонзалесову вилу, Бонда су заробили његови људи, али успео је да побегне, док је Гонзалес убијен самострелом. Напољу, он проналази да је атентаторка била Мелина Хевлок, ћерка сер Тимотија, и њих двоје беже. Помоћу Бонда, Кју користи компјутеризовану технологију како би идентификовало човека кога је Бонд видео да плаћа Гонзалеса као белгијског криминалца, Емила Леополда Лока, а затим одлази на могућу Локову базу у Кортини. Тамо се Бонд сусреће са својим контактом, Луиђијем Фераром, и добро повезаним грчким бизнисменом и обавештајцем, Арисом Кристатосом, који говори Бонду да Лок ради за Милоша Колумба, познатог као „Голуб” у грчком подземљу, Кристатосовог партнера из покрета отпора током Другог светског рата. Након што Бонд оде са Кристатосовом штићеницом, уметничком клизачицом Биби Дал, на курс биатлона, група од тројице мушкарца, укључујући источнонемачког скијаша (и агента КГБ-а) Ериха Криглера, прогони Бонда, покушавајући да га убије. Бонд успева да побегне и затим одлази са Фераром да се опрости са Биби на клизалишту, где избегава још један покушај напада на њега од стране исте тројице, овог пута у опреми за хокеј на леду. Ферара је убијен у Бондовом аутомобилу, са чиодом голуба у руци. Бонд затим путује на Крф у потрази за Колумбом.
Тамо, у казину, Бонд се састаје са Кристатосом и пита како да пронађе Колумба, не знајући да Колумбови људи потајно снимају њихов разговор. Након што се Колумбо и његова љубавница, „грофица” Лисл фон Шлаф, посвађају, Бонд нуди да је отпратити кући са Кристатосовим аутомобилом и возачем. Њих двоје затим проводе ноћ заједно. Ујутро, Лисл и Бонд упадају у заседу од стране Лока и његових људи који убијају Лисл. Колумбови људи заробљавају Бонда пре него што Лок може да га убије; Колумбо тада говори Бонду да је Лока заправо ангажовао Кристатос, који је био двоструки агент у покрету отпора и тренутно ради за КГБ, како би преузео навигациони систем. Да би доказао своје оптужбе, Колумбо одводи Бонда до једног од Кристатосових магацина за прераду опијума у Албанији, где се Бонд сусреће са Локом и открива морске мине сличне оној која је потопила Сент Џорџс, сугеришући да то није била несрећа. Након уништења магацина, Лок бежи, али га Бонд прати и убија.
Бонд затим одлази на састанак са Мелином на њеној јахти. Користећи дневник њеног оца, они лоцирају Сент Џорџс и узимају навигациони систем из олупине. Међутим, Кристатос их већ чека када испливају на површину, па он узима навигациони систем. Након што њих двоје избегну покушај атентата путем воде пуне ајкула, они открију Кристатосово место састанка са КГБ-ом уз помоћ Мелининог папагаја, Макса. Уз помоћ Колумба и четворо његових људи, Бонд и Мелина проваљују у Манастир Свете Тројице, напуштени манастир на врху стеновите литице. Како се Колумбо суочава са Кристатосом, Бонд убија Криглера.
Бонд узима назад навигациони систем и спречава Мелину да убије Кристатоса, након што се он преда. Кристатос покушава да убије Бонда са скривеним ножем, али га убија други нож који је бацио Колумбо; Гогољ стиже хеликоптером да преузме навигациони систем, али Бонд баца систем са литице, уништавајући га и изјављује детант. Бонд и Мелина касније проводе романтично вече на њеној јахти, када он прими позив премијерке, остављајући Макса да флертује са премијерком, на неугодност Кјуа, Греја и Танера.

## Улоге
| Глумац          | Улога                 |
| --------------- | --------------------- |
| Роџер Мур       | Џејмс Бонд            |
| Карол Буке      | Мелина Хевлок         |
| Лин-Холи Џонсон | Биби Дал              |
| Џулијан Главер  | Аристотел Кристатос   |
| Касандра Харис  | грофица Лисл фон Шлаф |
| Мајкл Готард    | Емил Леополд Лок      |
| Џил Бенет       | Јакоба Бринк          |
| Џек Хедли       | сер Тимоти Хевлок     |
| Валтер Готел    | генерал Гогољ         |
| Џејмс Вилерс    | Бил Танер             |
| Дезмонд Левелин | Кју                   |
| Џон Морено      | Луиђи Ферара          |
| Џефри Кин       | сер Фредерик Греј     |
| Лоис Максвел    | госпођица Манипени    |
| Џон Вајман      | Ерих Криглер          |
| Топол           | Милош Колумбо         |
| Стефан Калифа   | Хектор Гонзалез       |
| Џон Холис       | Ернст Ставро Блофелд  |